# Bataille de Goneri
Insurrection de Boko Haram
Batailles
La bataille de Goneri a lieu les 23 et 24 mars 2020 pendant l'insurrection de Boko Haram.

## Déroulement
Le matin du 23 mars 2020, un convoi militaire de l'armée nigériane sort de Maiduguri et se dirige vers des camps où sont basés des djihadistes afin d'y mener une attaque. Mais en chemin, il tombe dans une embuscade, près de Konduga, dans l'État de Borno. Les soldats nigérians battent en retraite, puis lancent le lendemain une nouvelle offensive, mais ils sont attaqués sur leurs arrières au niveau du village de Goneri.
Les djihadistes visent spécifiquement un camion chargé de lance-roquettes RPG et de grenades avant d'incendier le véhicule. D'autres véhicules sont détruits au lance-grenade.

## Pertes
L'AFP fait état d'au moins 70 morts selon une source militaire anonyme qui précise cependant que « le bilan pourrait être beaucoup plus important et l'opération de comptage est toujours en cours »,. Des sources militaires de l'Associated Press évoquent quant à elles au moins 50 tués. L'armée nigériane ne donne quant à elle pas de bilan officiel, se bornant à reconnaître « quelques pertes ».